# فوضى عارمة (مسلسل)
فوضى عارمة أو الجيل الثالث (بالتركية: Darmaduman)‏ هو مسلسل تلفزيوني درامي تركي، عرض المسلسل على قناة فوكس وباراماونت+ من 27 أكتوبر الى 24 ديسمبر 2022. المسلسل مقتبس من المسلسل الأمريكي بيفرلي هيلز 90210 من تأليف دارين ستار. بلغ عدد مواسم المسلسل 10 مواسم، بلغ عدد حلقاته 293 حلقة. وهو إنتاج مشترك بين استوديوهات سي بي إس وشركة القمر للإنتاج. واختارت من شركة ستوديو CBS.
تم دبلجة المسلسل إلى العربية باللهجة السورية وعُرض على قناة إم بي سي 4 ومنصة شاهد.[بحاجة لمصدر]

## الممثلين والشخصيات
| ممثل                | شخصية      | الحلقات |
| ------------------- | ---------- | ------- |
| مرت يازجي أوغلي     | کریم ثروت  | 9-1     |
| حفصة نور سنجق توتان | دیرن       | 1–9     |
| أصليهان مالبورا     | إیجه ثروت  | 1–9     |
| آيتاش شاشماز        | ایفرن      | 1–9     |
| نور فتاح أوغلي      | بیلز ثروت  | 1–9     |
| نجيب ميميلي         | ھارون ثروت | 1–9     |
| ميرال تشيتينكيا     | عائله ثروت | 1–9     |
| متین جوشکن          | اصاف ثروت  | 1–9     |
| علی اونسز           | یاغیز      | 1–9     |
| بسته جان صغلام      | سیملا      | 1–9     |
| أوموت كايا          | جورکیم     | 1–9     |

## روابط خارجية
- فوضى عارمة على موقع IMDb (الإنجليزية)
- فوضى عارمة على موقع قاعدة بيانات الأفلام العربية
- فوضى عارمة على موقع قاعدة بيانات الفيلم (الإنجليزية)